# Битва при Ілерді
41°22′00″ пн. ш. 0°30′00″ зх. д. / 41.36666667° пн. ш. 0.5° зх. д.
Битва при Ілерді (червень — серпень 49 року до н. е.) — перша велика битва громадянської війни між Гаєм Юлієм Цезарем і сенатською партією, що відбулася влітку 49 року до н. е. в околицях римської провінції Близька Іспанія.

## Передісторія
Швидко рушивши від Рубікону в Італію, Цезар завдяки несподіваності за лічені тижні заволодів Апеннінськім півостровом. Але вороги Гая Юлія, не встигнувши дати йому відсіч в Італії, зібрали великі сили як на схід, так і на захід від неї. На Балканах формував велику армію глава прихильників сенату, Гней Помпей. В Іспанії розпоряджалися військами три його легата: на річці Ібер (суч. Ебро) стояли Марк Петрей і Луцій Афраній з п'ятьма легіонами, а в Далекій Іспанії квартирували ще два легіони під командуванням третього легата, знаменитого вченого Марка Теренція Варрона.
Помпей ще не закінчив збори війська. Чекати його нападу на Італію поки не доводилося, і Цезар вирішив зі своєю звичайною швидкістю убезпечити свій тил нейтралізацією іспанських армій. Залишивши в Італії Марка Антонія і Марка Емілія Лепіда, відіславши Куріона і Азінія Полліона на Сицилію проти Катона Молодшого, Цезар рушив на Піренеї. Децима Брута і Гая Требонія з трьома легіонами він залишив вести облогу грецької колонії Массилії, вірної сенату і Помпею. А сам ще з шістьма легіонами і кіннотою кинувся до Піренейського хребта, заволодів його проходами і підійшов до Ілерди (суч. Лерида), поблизу якої на правому березі Сікора (Сегре), однієї з приток Ебро, розташувалися укріпленим табором Петрей і Афраній.

## Битва
Їх позиція, що розташовувалася на пасмі пагорбів, трохи вище міста Ілерди по річці, була сильна, і вони мали великий запас провіанту. Війська Цезаря перейшли двома неміцними дерев'яними мостами річку, зайняли низинний півострів, утворений злиттям цієї гірської річки з іншою (Сінка), і вже мали кілька сутичок з противником, коли там з'явився сам Цезар (червень 49 р). Він одразу ж спробував оволодіти пагорбом, що розташовувався між Ілердою і ворожим табором, щоб відрізати помпейців від міста і, таким чином, позбавити їх можливості постачання провіанту. Але напад був відбитий, і Юлій Цезар вимушено відступив до колишньої позиції між двома річками. Танення снігів в горах зумовило серйозне підвищення води цих річок; їх стрімкою течією були зірвані дерев'яні мости і відрізана вся комунікація Цезаря з Іспанією і Галлією. Його військо, замкнене біля Ілерди на дуже невеликому просторі, незабаром стало страждати від нестачі продовольства, почалися хвороби. Цезаріанців опанувала зневіра: у них на очах Афраній розбив і загнав в гори гарнізон з обозом, що йшов до них з Галлії і тягнувся разом з іншими, що приєдналися до нього, загонами до 6 000 осіб.
У Римі надії ворожих Цезарю оптиматів ожили, так як вся його комунікація з Італією перервалася. Але Афраній не наважувався скористатися важким становищем ворога. Він, згідно Кассію Діону, «краще вмів танцювати, ніж командувати військами»: по всій видимості, Афраній розраховував на те, що замкнене між розлитими річками військо Юлія Цезаря загине від голоду і хвороб. Але звитяжний полководець проявив кмітливість, вийшовши з відчайдушного становища: він наказав робити човнам дерев'яні рами, обплітаючи їх прутами та обтягнути воловими шкурами, за зразком британських бойових плотів. Завантаживши ці човни на вози, вночі вони підійшли до Сікори; частина війська переправилася на них через річку. Цезаріанці почали будувати міст з обох берегів, і за два дні він був готовий. Шляхи сполучення з Галлією відновилися; надіслані звідти великі обози з провіантом прийшли в укріплений табір біля Ілерди, голод припинився. Цезар негайно скористався своїм покращеним становищем і вдалими діями виправив враження, справлені колишніми звістками, що підбадьорювали його ворогів. Воїни, що втікали від Афранія в гори, перейшли на його сторону. До того ж цезарева кіннота була досвідченішою ворожої: командувач часто посилав її в роз'їзди по лівому березі Сікори й вона перехоплювала обози, що йшли до помпейців. Міста, що перебували між Ебро і Піренеями — Оска, Тарракон, Дертоза та інші — охоче укладали угоди з Цезарем, стали надсилати до нього продовольство. Незабаром їх приклад наслідували й деякі міста з більш віддалених місцевостей. Легіони Помпея, в свою чергу, мало-помалу страждали від дефіциту провіанту — потрібно було побоюватися, що він абсолютно вичерпається. Афраній і Петрей вирішили покинути небезпечну позицію, спішно перекинувши човновий міст через Ібер (Ебро) біля Октогези. Ухилившись від битви, вони мали намір перейти на південний берег Ібера і з'єднатися з Варроном, де могли б поповнити запаси продовольства. Захищені Ібером від раптових нападів, легати Помпея сподівалися протриматися до зими і вважали, що цезаріанці, залишаючись на півночі від Ібера, в гірській місцевості, розореній війною, скоро почнуть страждати від голоду.
Легіони Помпея вийшли зі свого табору опівночі, перейшли по мосту біля Ілерди на лівий берег Сікори і вже наближалися до гір північного берега Ебро, як раптом помітили, що далеко за ними мчиться цезарева кіннота. Втім, зупинити ворожий марш вона не могла; дійшовши до гір, ті продовжили б шлях до Ебро абсолютно спокійно, і перехід через річку залишався б вільний. Однак, помпейці були стомлені нічним походом від Ілерди і безперервними нападами ворожої кінноти. Тому вони вирішили дати собі відпочинок на рівнині, а невелику відстань, що відділяла їх від гір, куди вони прагнули і де б могли перебувати в безпеці, перейти наступного ранку. Піхота Цезаря, побачивши, що ворог почав відступати від Ілерди, зажадала, щоб він вів її через річку, хоча води було по плече. Таким чином, коли військо Помпея зупинилося на привал, за ним вже гналася ворожа піхота: пізно увечері і вночі вона наздогнала його і стала табором навпроти. Продовжувати відступ без битви було неможливо.
Наступний день війська простояли, спостерігаючи один за одним. Вночі помпейці хотіли піти потайки, але майбутній диктатор пильно стежив за всякими переміщеннями противника, і дана витівка не вдалася. На третій день Цезар, знайшовши провідника, що добре знав місцевість, відважним маршем по кам'янистих горах зайняв висоти, що височіли над шляхом до Ебро, і відрізав ворога від цієї річки. Його воїни шумно вимагали битви і при вигідності його положення вона, без сумніву, була б вирішена на його користь, але він був проти. Щоб не бути відрізаними від води і підвезення провіанту, помпейці захистили окопами дорогу до них з Ілерди. Між воїнами обох готових до бою таборів абсолютно раптово почалися дружні вітання, знайомі і друзі почали тиснути руки один одному. Незабаром зблизилися центуріони, військові трибуни; і взагалі, заговорили про примирення. При цьому, єдиною умовою помпейців була пощада власних командирів. Гай Юлій Цезар охоче пообіцяв це і залишився твердий у цьому рішенні навіть тоді, коли Петрей з іспанцями і рабами віроломно напав на цезаріанців, що вели перемовини, і велів вбити тих з них, кого захопив в полон. Проте, війська Помпея незабаром почали відчувати голод: Петрей і Афраній вирішили повернутися в Ілерду, де ще знаходилося багато провіанту. Ар'єргард становила легка, а іноді і важка піхота, кіннота ж зовсім впала духом від постійних наскоків ворога, так що довелося поставити її в середину колони. Відступ був вкрай важким, тому що цезаріанці робили безперервні напади; через гостру нестачу їжі довелося різати обозну худобу. Юлій Цезар діяльно керував окопними роботами, і незабаром помпейці опинилися в небезпеці бути абсолютно замкнутими: вони знову спробували таємно піти через Сікору, але пильність Цезаря призупинила і цю спробу.
Великої битви так і не відбулося. Помпейці змушені були піти на капітуляцію (2 серпня 49 р.). Цезар обіцяв свободу всім, не тільки простим воїнам, а й начальникам, залишив їм все майно, навіть повернув те, що було захоплено як трофеї його воїнами, яким дав винагороду за повернення речей. Юлій Цезар не примушував нікого з ветеранів переходити до нього на службу; іспанців він відпустив відразу після того, як військо помпейців склало зброю, а італійців відправив уНарбонськую Галлію (останні повернулися на батьківщину з розповідями про його перемоги й великодушність). Афраній, Петрей і їх свита поїхали ні з чим до Помпея.

## Наслідки
Капітуляцією північного війська при Ілерді була вирішена і доля Далекої Іспанії. Варрон зі своїми двома легіонами хотів йти в Гадес (нині — Кадіс ), де у нього були зібрані кораблі, провіант, награбовані гроші та інше майно. Але після бою при Ілерді іспанські міста один за іншим підкорялися Цезарю; до того ж, один з легіонів Варрона на очах у нього самого пішов і скорився екс-тріумвіру Гіспаліс (суч. Севілья), а Італіка і зовсім замкнула перед ним ворота. Нарешті, навіть Гадес вигнав помпейський гарнізон, що стояв в ньому. Тому Варрон змушений був укласти мир з переможцем. Цезар призначив правителем Південної Іспанії Квінта Кассія Лонгіна, і через Гадес та Нарбон поїхав до своїх легіонів, що тримали в облозі Массилію.